# Zohrī
Zohrī (persiska: زهری) är en ort i Iran.   Den ligger i provinsen Khorasan, i den östra delen av landet, 900 km sydost om huvudstaden Teheran. Zohrī ligger 1 760 meter över havet och antalet invånare är 117.
Terrängen runt Zohrī är huvudsakligen platt, men västerut är den kuperad. Terrängen runt Zohrī sluttar söderut.  Trakten runt Zohrī är nära nog obefolkad, med mindre än två invånare per kvadratkilometer. Närmaste större samhälle är Seyyedāl, 11,0 km väster om Zohrī. Trakten runt Zohrī är ofruktbar med lite eller ingen växtlighet.